# Anaphes nitens
Anaphes nitens är en stekelart som först beskrevs av Girault 1928.  Anaphes nitens ingår i släktet Anaphes och familjen dvärgsteklar. Inga underarter finns listade i Catalogue of Life.